# Europawahl in Luxemburg 1989
- LSAP: 2
- DP: 1
- CSV: 3

Die Europawahl in Luxemburg 1989 war die zweite Direktwahl der Mitglieder des Europaparlaments. Sie fand am 18. Juni 1989 im Rahmen der EG-weit stattfindenden Europawahl 1989 statt. In Luxemburg wurden sechs der 410 Sitze im Europäischen Parlament nach dem D’Hondt-Verfahren vergeben. Gleichzeitig mit der Wahl fand die luxemburgischen Parlamentswahl statt.

## Ergebnis
Im Vergleich zur Wahl 1984 gab es nur geringfügige Änderungen am Wahlergebnis und keine Änderungen an der Sitzverteilung.
| Listen                                                | Listen                                             | Stimmen | %    | Mandate | +/- |
| ----------------------------------------------------- | -------------------------------------------------- | ------- | ---- | ------- | --- |
|                                                       | Chrëschtlech-Sozial Vollekspartei (CSV)            | 346.621 | 34,9 | 3       | ±0  |
|                                                       | Lëtzebuerger Sozialistesch Aarbechterpartei (LSAP) | 252.920 | 25,4 | 2       | ±0  |
|                                                       | Demokratesch Partei (DP)                           | 198.254 | 19,9 | 1       | ±0  |
|                                                       | Gréng Lëscht Ekologesch Initiativ (GLEI)           | 61.054  | 6,1  | –       | Neu |
|                                                       | Kommunistesch Partei Lëtzebuerg (KPL)              | 46.791  | 4,7  | –       | ±0  |
|                                                       | Gréng Alternativ Partei (GAP)                      | 42.926  | 4,3  | –       | ±0  |
|                                                       | National-Bewegong (NB)                             | 28.867  | 2,9  | –       | Neu |
|                                                       | Gréng Alternativ Lëscht (GRAL)                     | 8.577   | 0,9  | –       | Neu |
|                                                       | Revolutionär Sozialistesch Partei (RSP)            | 6.053   | 0,6  | –       | Neu |
|                                                       | Firwat nët (FN)                                    | 1.876   | 0,2  | –       | Neu |
| Gesamt                                                | Gesamt                                             | 993.939 | 100  | 6       | –   |
|                                                       |                                                    |         |      |         |     |
| Gültige Stimmzettel                                   | Gültige Stimmzettel                                | 174.472 | –    |         |     |
| Ungültige Stimmzettel                                 | Ungültige Stimmzettel                              | 16.870  | 8,8  |         |     |
| Wähler                                                | Wähler                                             | 191.342 | 87,4 |         |     |
| Wahlberechtigte                                       | Wahlberechtigte                                    | 218.940 |      |         |     |
|                                                       |                                                    |         |      |         |     |
| Quelle: Elections.public (élections 1979, 1984, 1989) |                                                    |         |      |         |     |

## Fraktionen im Europäischen Parlament
| Partei                         | Partei                                      | Mandate | Fraktion |
| ------------------------------ | ------------------------------------------- | ------- | -------- |
|                                | Chrëschtlech-Sozial Vollekspartei           | 3 / 6   | EVP      |
|                                | Lëtzebuerger Sozialistesch Aarbechterpartei | 2 / 6   | SOZ      |
|                                | Demokratesch Partei                         | 1 / 6   | LDR      |
|                                |                                             |         |          |
| Quelle: Europäisches Parlament |                                             |         |          |